# PTR Resource Record
PTR (kurz für ‚Pointer‘) Resource Records ordnen im Domain Name System einer gegebenen IP-Adresse einen oder mehrere Hostname(s) zu. Sie stellen damit gewissermaßen das Gegenstück zur klassischen Zuordnung einer oder mehrerer IP-Adresse(n) zu einem gegebenen Hostname per A- oder AAAA Resource Record dar. PTR-Records können von Domaininhabern nicht über einen DNS-Dienst (wie zum Beispiel BIND) eigenständig verwaltet werden, stattdessen müssen Änderungen beim jeweiligen Provider beantragt werden.
PTR Resource Records sind ein zentrales Element des Reverse DNS. Sie werden üblicherweise in folgenden Fällen verwendet:
- in der in-addr.arpa-Zone (für den Reverse-Lookup von IPv4-Adressen),
- in der Zone ip6.arpa (für den Reverse-Lookup von IPv6-Adressen)[1] sowie
- in anderen Zonen für Hostnames, auf die ein CNAME Resource Record aus einer der vorgenannten Zonen zeigt.[2]
- in Verbindung mit DNS-Based Service Discovery für die Auflistung von existierenden Ressourcen im Netzwerk[3]

## Aufbau
IP-Adresse
IP-Adresse in umgekehrter Reihenfolge der Komponenten plus entsprechende Zone (s. o.); durch Delegation sind auch andere Hostnames möglich.
TTL
Time To Live: gibt an, wie lange (in Sekunden) dieser Resource Record in einem Cache gültig ist (optional; ohne Angabe wird ein zuvor explizit – per $TTL-Anweisung am Anfang der Zonendatei – definierter Defaultwert angenommen).
IN
Class: Internet (optional; Alternativen sind die Klassen HS für HESIOD und CH für CHAOS, zwei seit langem obsolete, experimentelle Netzwerk-Projekte, ohne Angabe wird IN angenommen).
PTR
Typ
Name
der der IP-Adresse zugeordnete Name

## Beispiel (IPv4)
```
42.2.0.192.in-addr.arpa. 3600 IN  PTR  example.com.
```

In diesem Beispiel würde ein Client, der einen DNS-Server über die IP-Adresse 192.0.2.42 nach dem zugehörigen Hostnamen erfragt, als Antwort example.com. erhalten.

## Beispiel (IPv6)
```
1.0.0.0.0.0.0.0.0.0.0.0.0.0.0.0.0.0.0.0.0.0.0.0.8.b.d.0.1.0.0.2.ip6.arpa. 3600 IN PTR test-ipv6.example.com.
```

In diesem Beispiel würde ein Client, der mit der IPv6-Adresse 2001:db8::1 den Hostnamen erfragt, als Antwort test-ipv6.example.com erhalten.